# Drager (goederen)

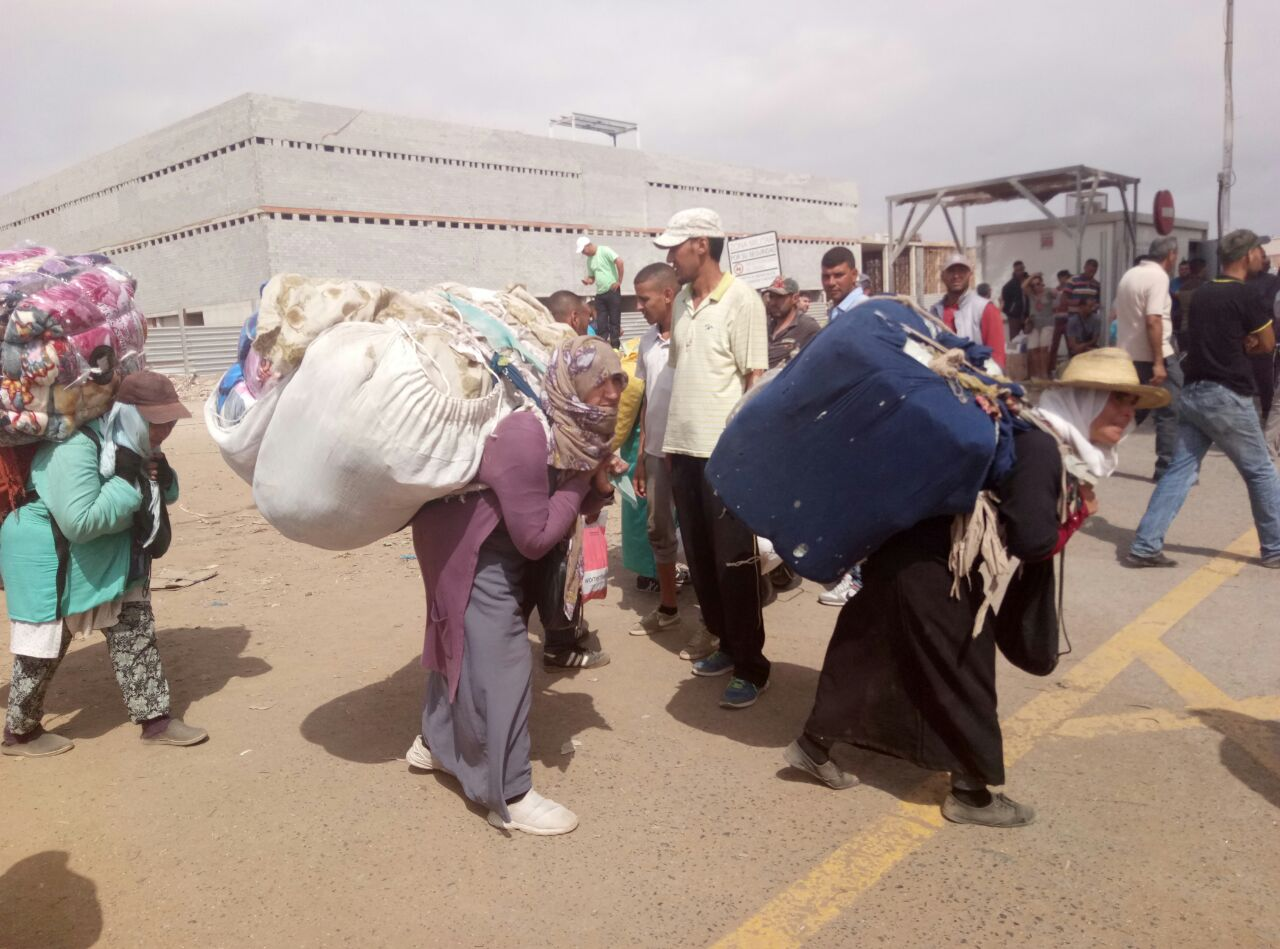
Porteadoras sjouwen pakketten naar Marokko.

Een drager is een persoon die bagage, of goederen in het algemeen, draagt voor iemand anders, en doorgaans tegen betaling. Een bekend type drager is de kruier die in spoorwegstations bagage naar en van de trein vervoert. Maar het kan ook gaan om het dragen van (zware) ladingen tijdens bergbeklimmingen en expedities, of om (al dan niet legale) economische redenen. Dragers vervoeren goederen op hun rug (bv. met een rugzak), of hun hoofd, of met behulp van een handkarretje. 
In het Frans spreekt men van een “porteur”, in het Engels “a porter”, beide afgeleid van het Latijn portare. 

## In de geschiedenis
In de prehistorie was er geen alternatief voor het dragen door mensen. Pas wanneer lastdieren werden gebruikt, en vooral na de uitvinding van het wiel, werd de zware taak voor veel mensen verlicht. Toch zijn menselijke dragers historisch gezien wijdverbreid gebleven in gebieden waar slavernij nog voorkwam. Tijdens de Eerste Wereldoorlog droegen vrouwen zware lasten in de maalderijen. 

### Galerij

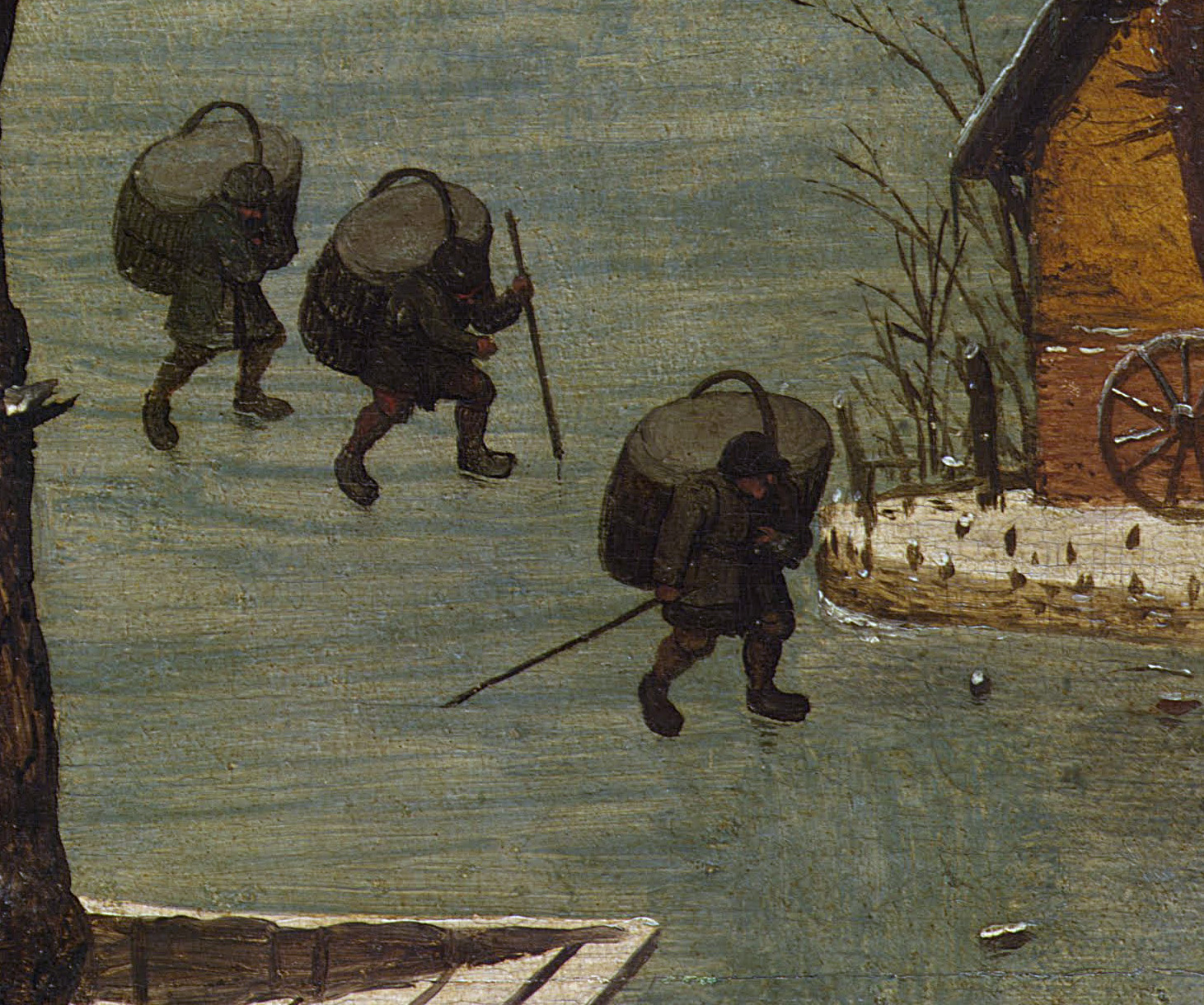
Dragers in Bethlehem, Pieter Bruegel de Oude, 1566.
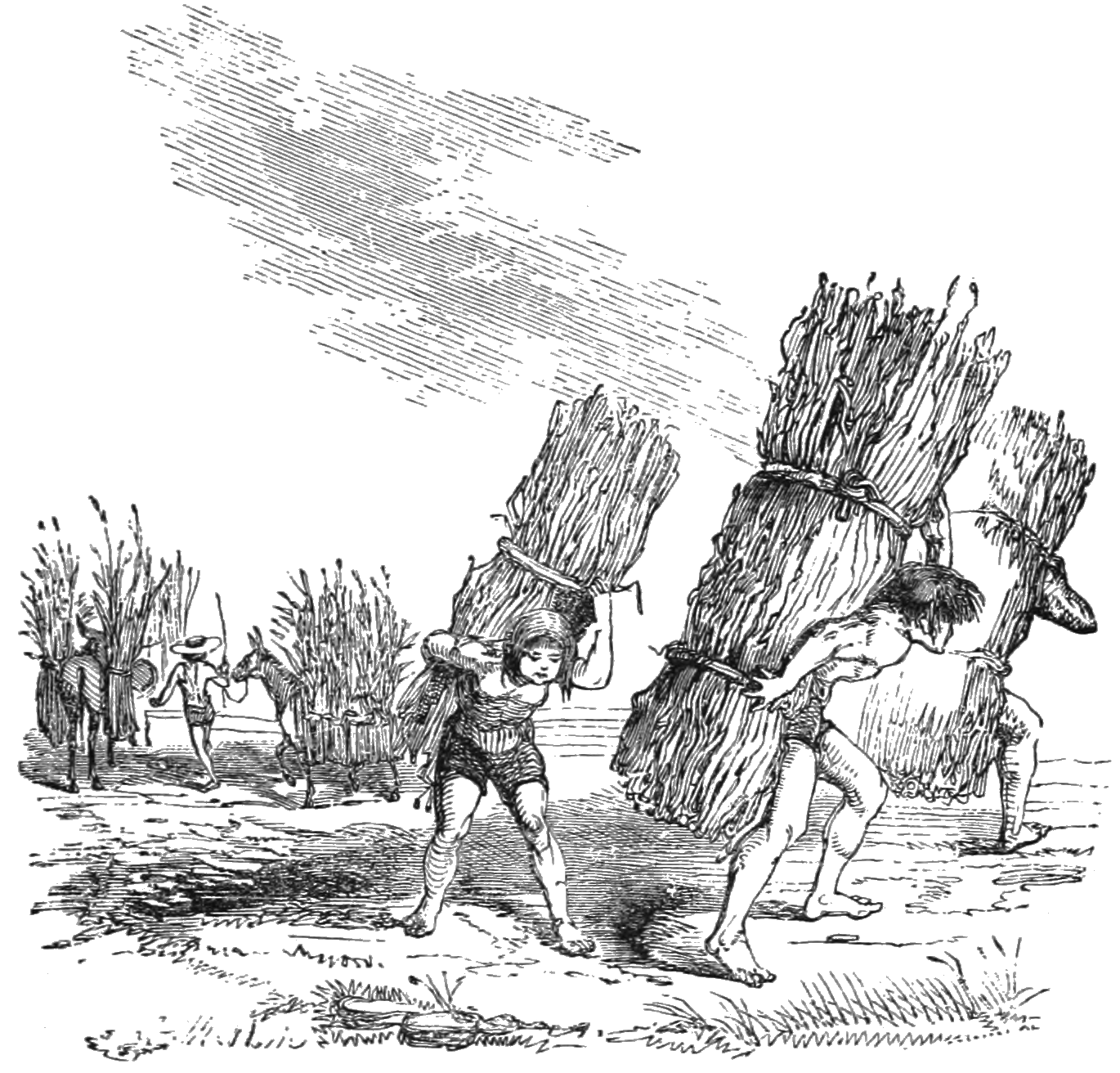
Mexicaanse dragers, 1884.
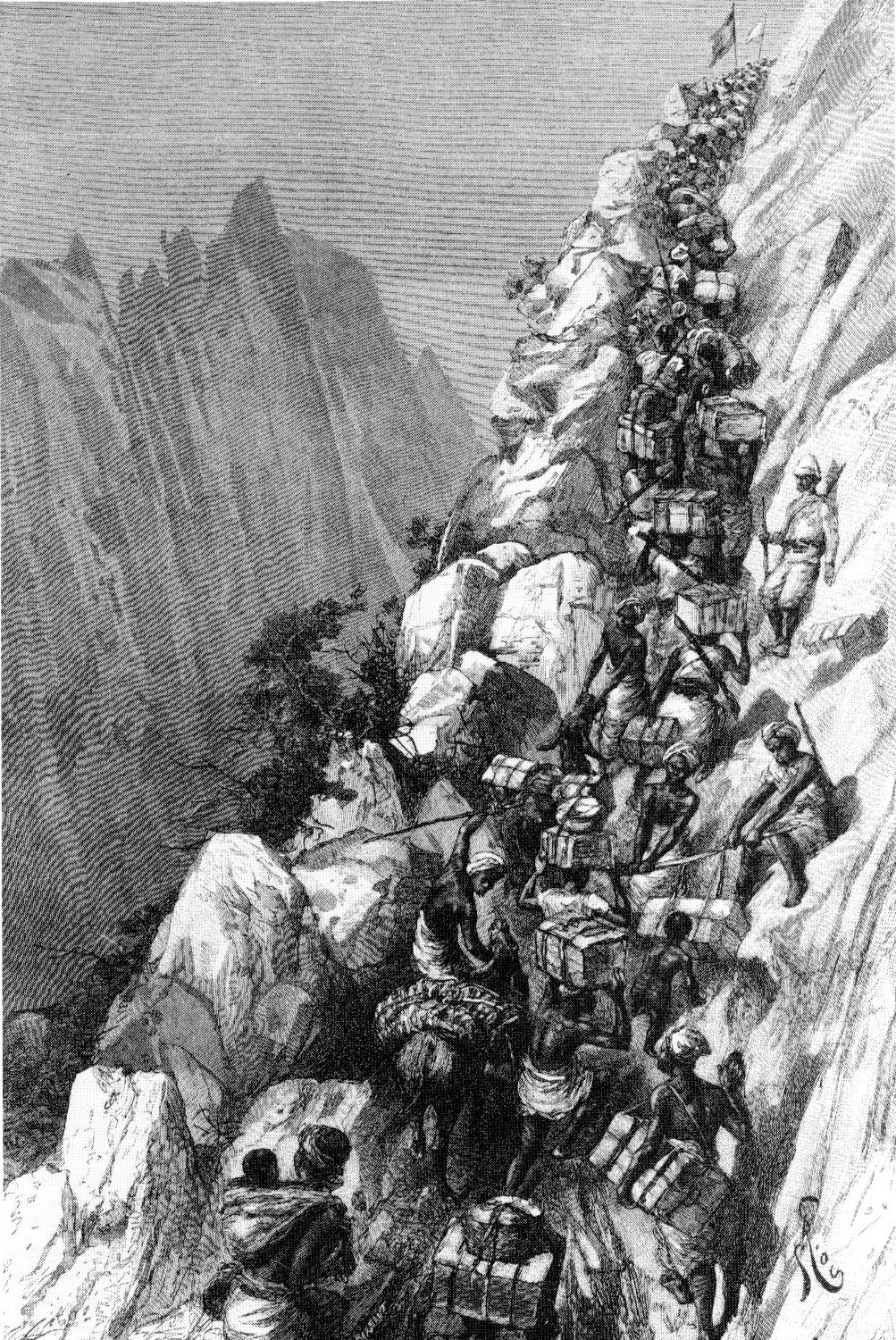
Dragerskaravaan in Oost-Afrika, 1890.
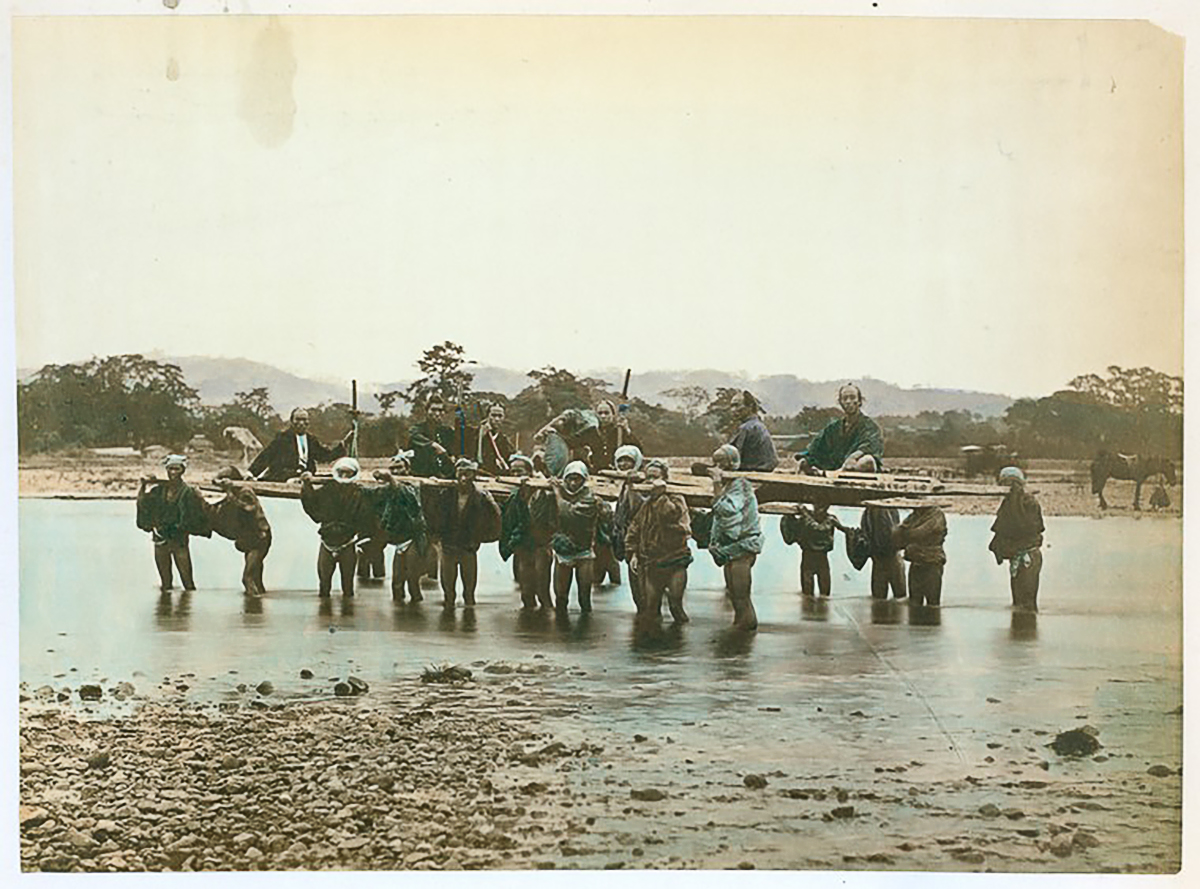
Japanse dragers, einde 19e eeuw.
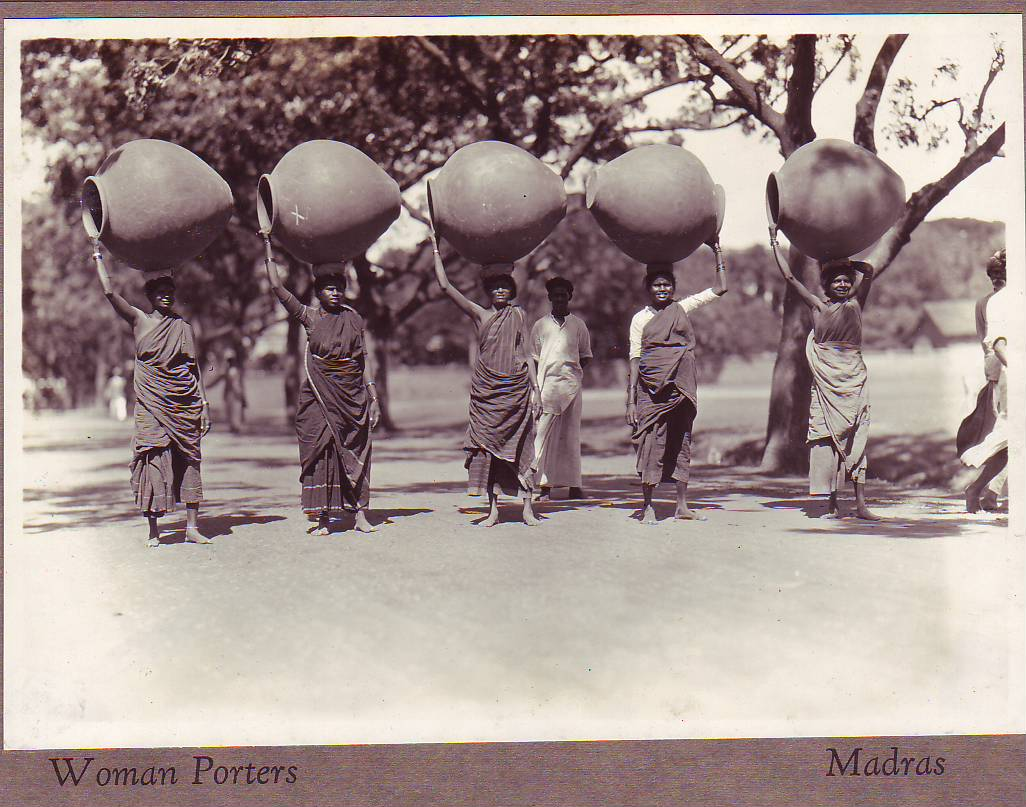
Vrouwelijke dragers in Brits-Indië, rond 1920.
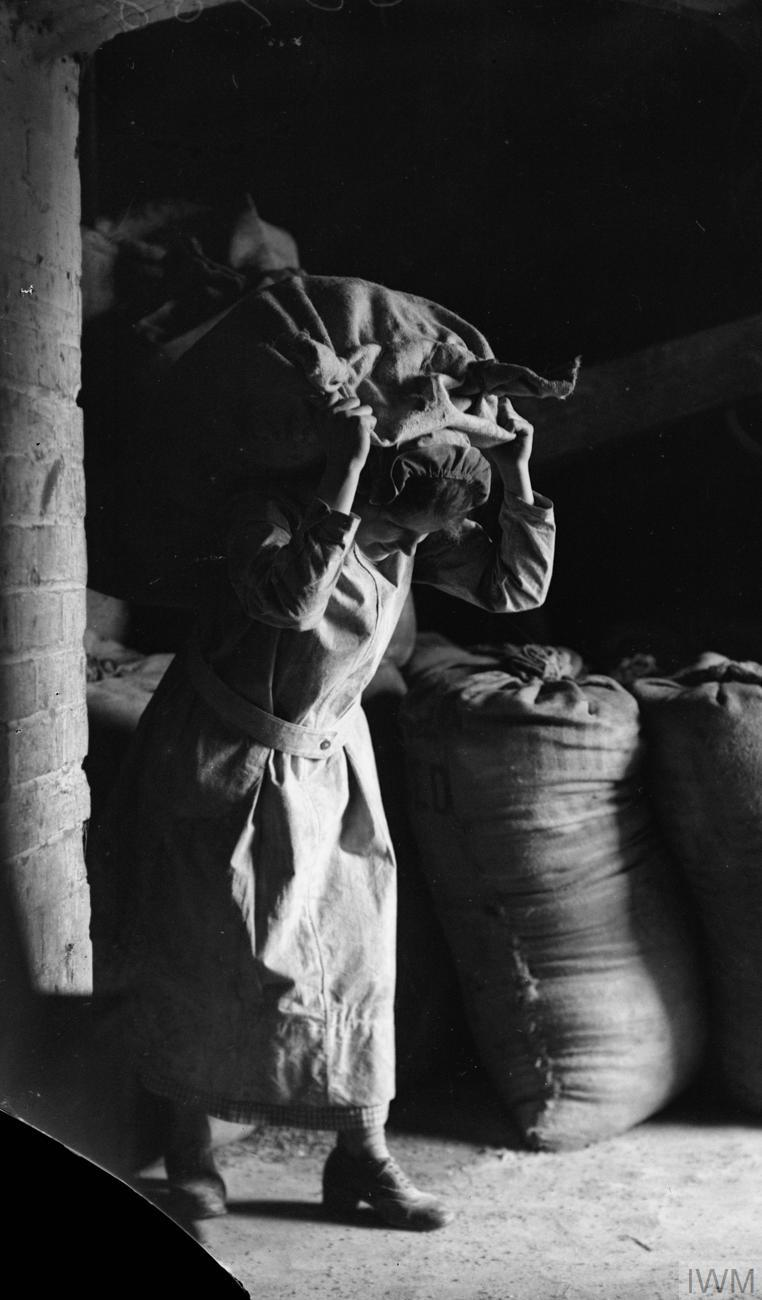
Een vrouw draagt een zak meel in een Britse maalderij, 1914.
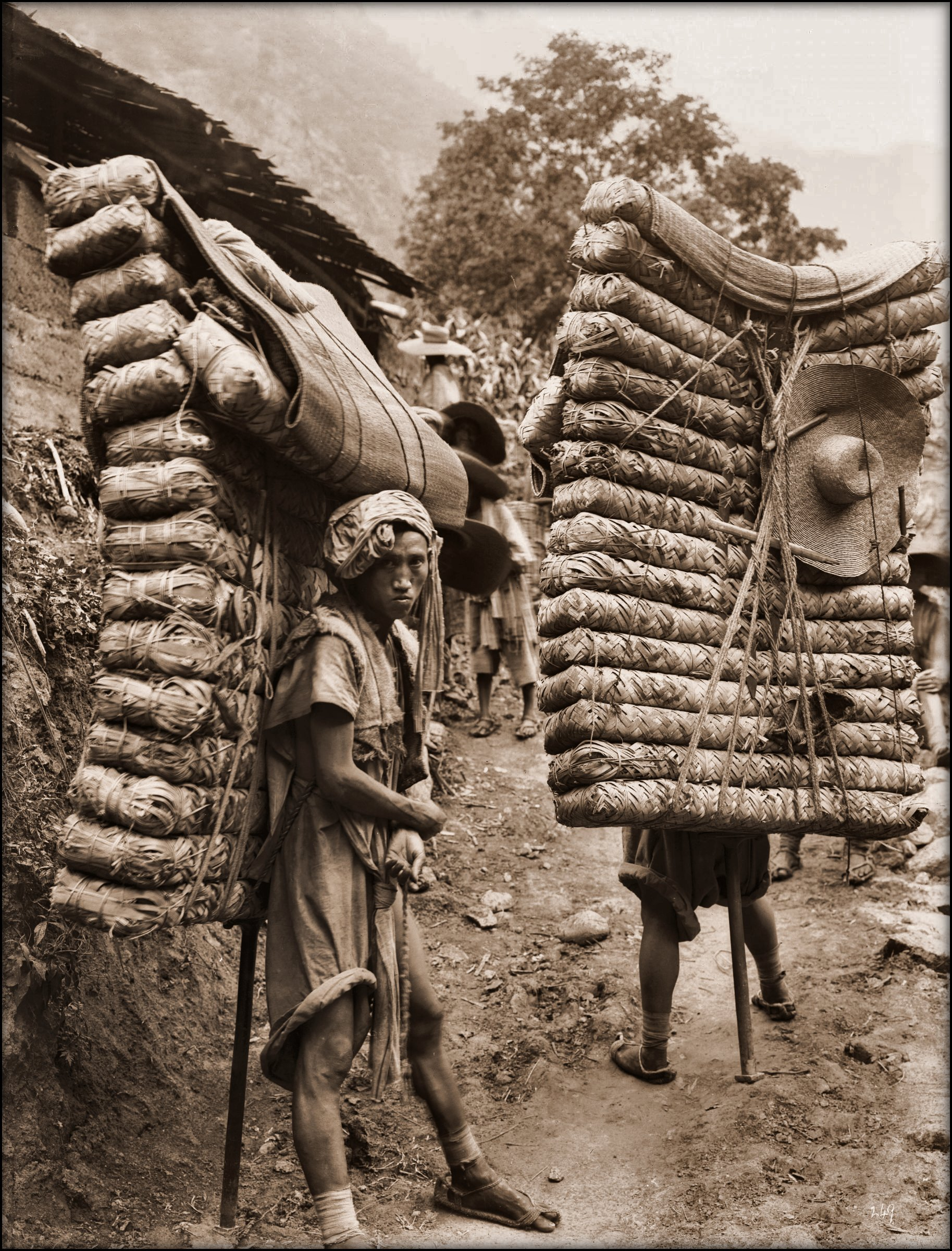
Chinese dragers met thee, 1908.

## Hedendaagse dragers
Er bestaan verschillende moderne vormen van menselijke dragers. Het kan gaan om terreinen waar mechanisch transport onuitvoerbaar of onmogelijk is, zoals in bergachtig terrein, in een dichte jungle of woud, of in de mijnbouw, zoals in de zwavelmijnen van Ijen (Indonesië) of de artisanale mijnen van Oost-Congo. 
Menselijke dragers worden ook ingezet om economische redenen, zoals bijvoorbeeld de porteadoras aan de grens tussen Melilla en Marokko, of voor de smokkel of andere illegale motieven. Helpers bij de smokkel van drugs worden in het Engels toepasselijk mules (muilezels) genoemd. 

### Galerij

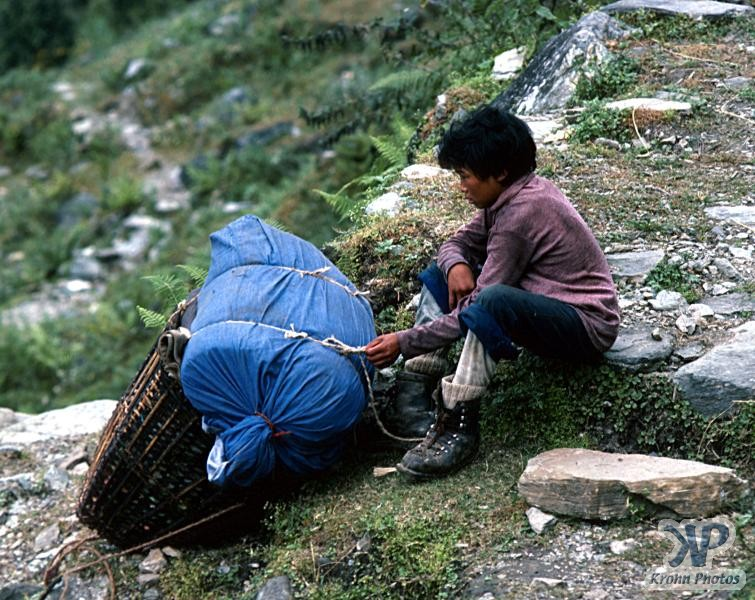
Een sherpa in Nepal
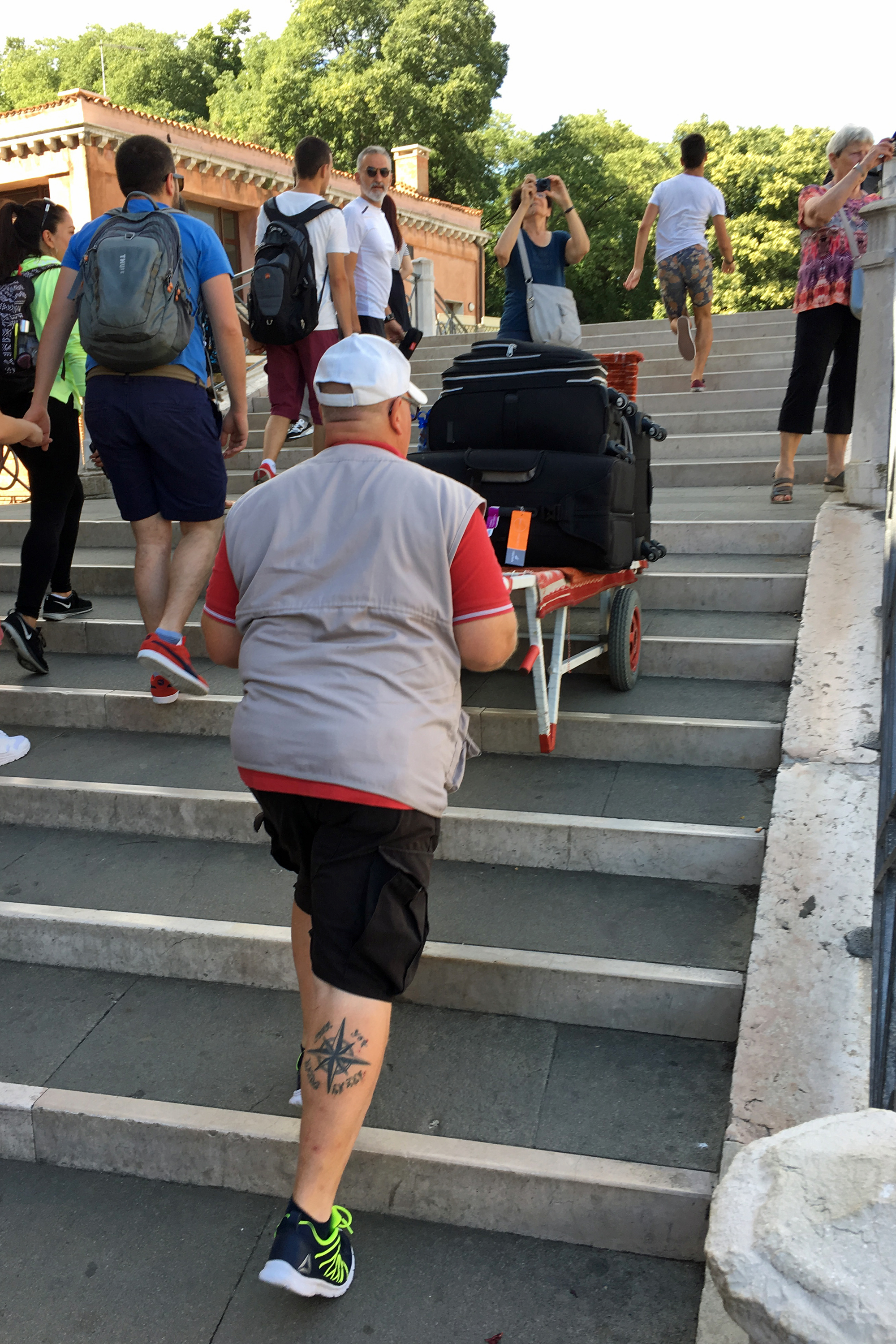
Kruiers over een brug in Venetië, 2017.
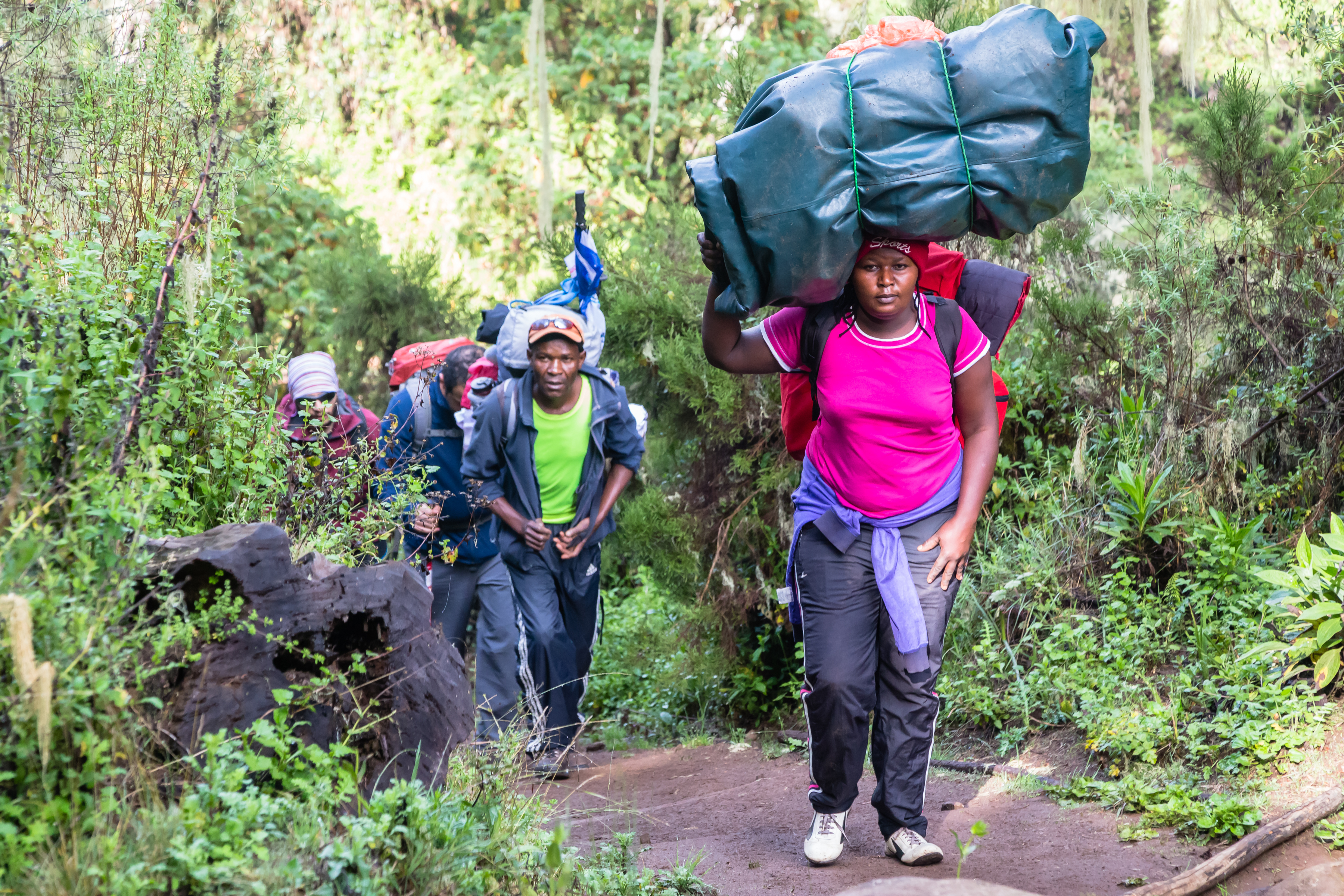
Drager op de Kilimanjaro, 2015.
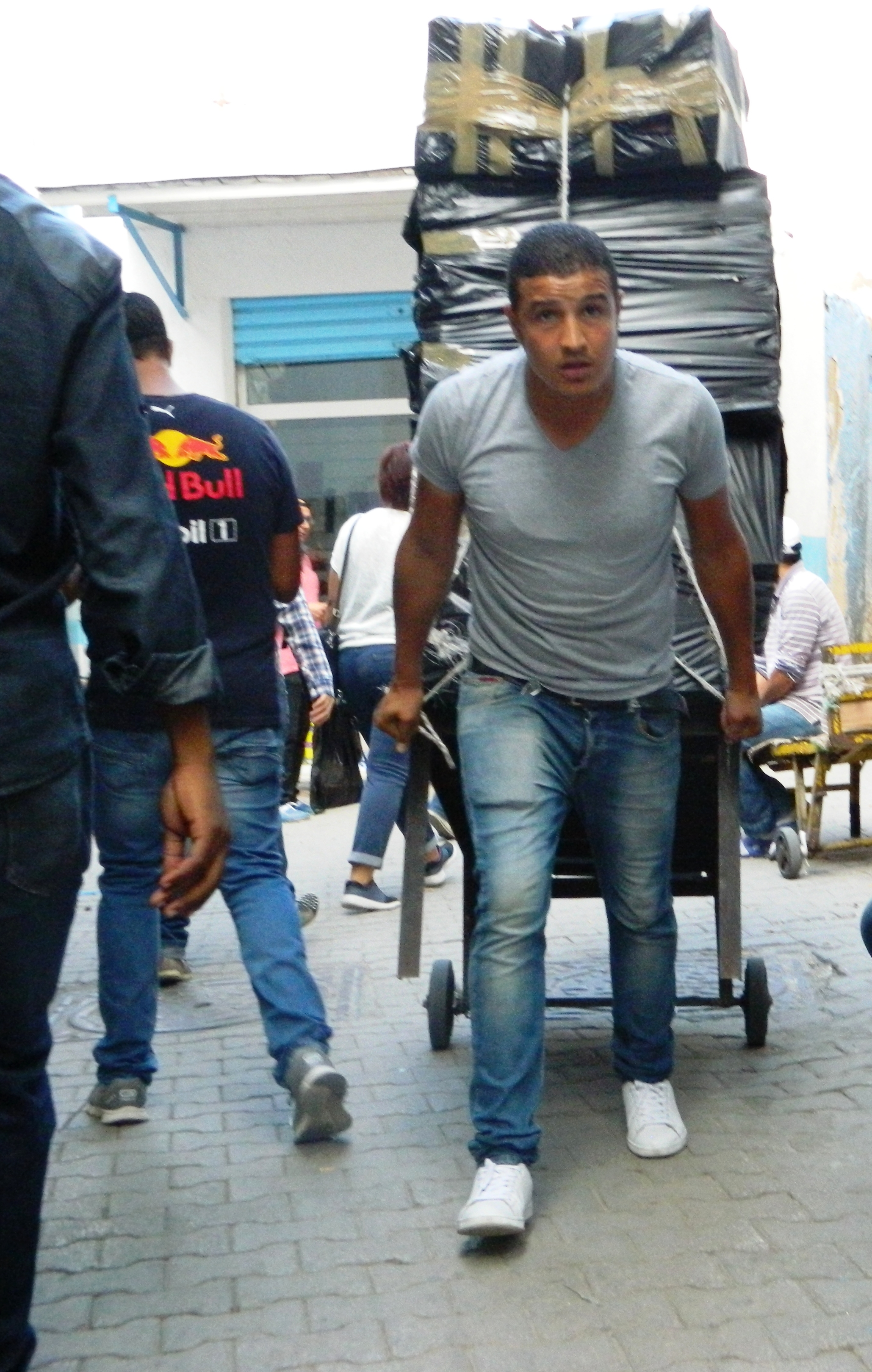
Drager in Tunesië, 2017.
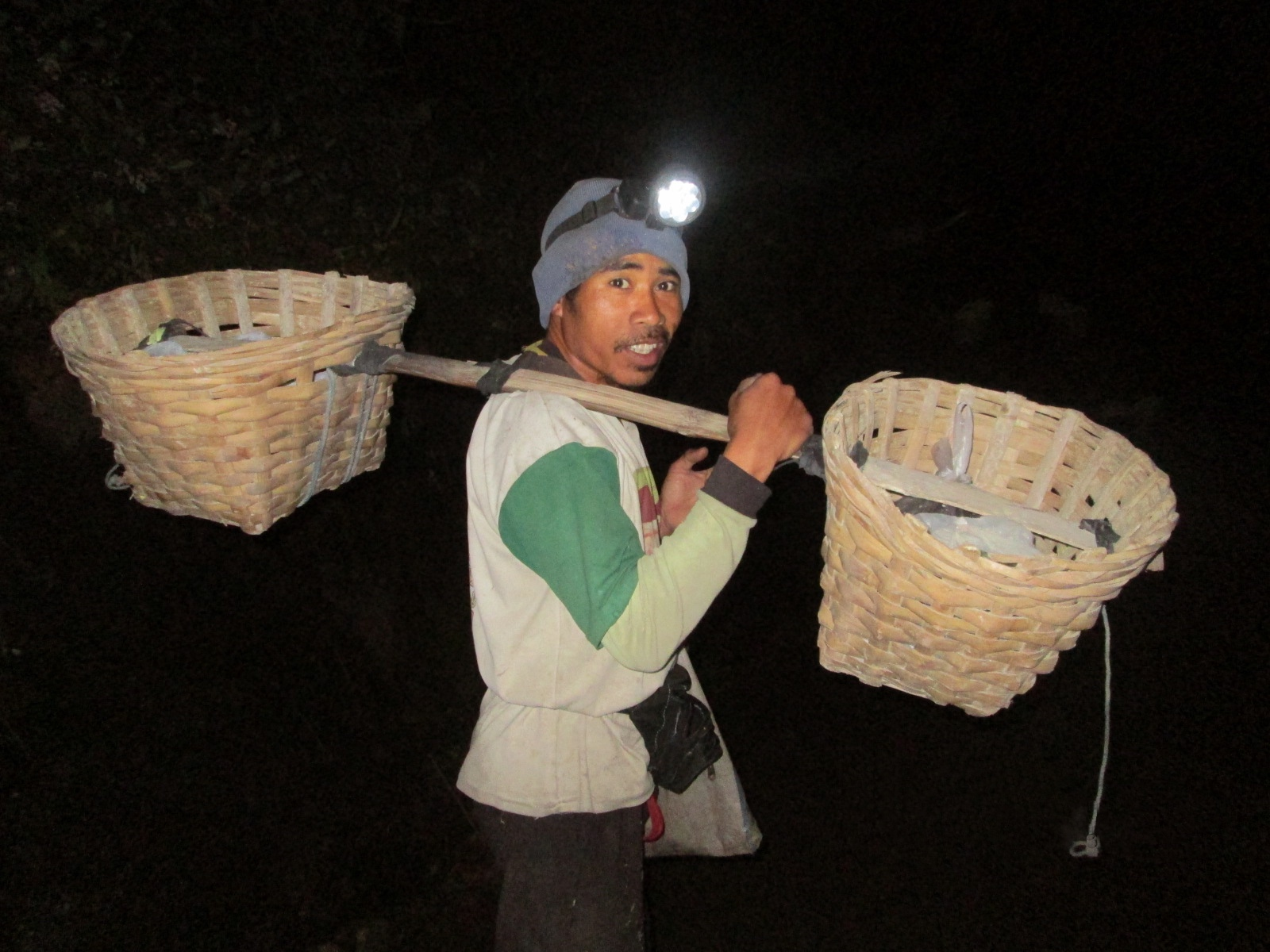
Mijnwerker in zwavelmijn (Indonesië), 2014.
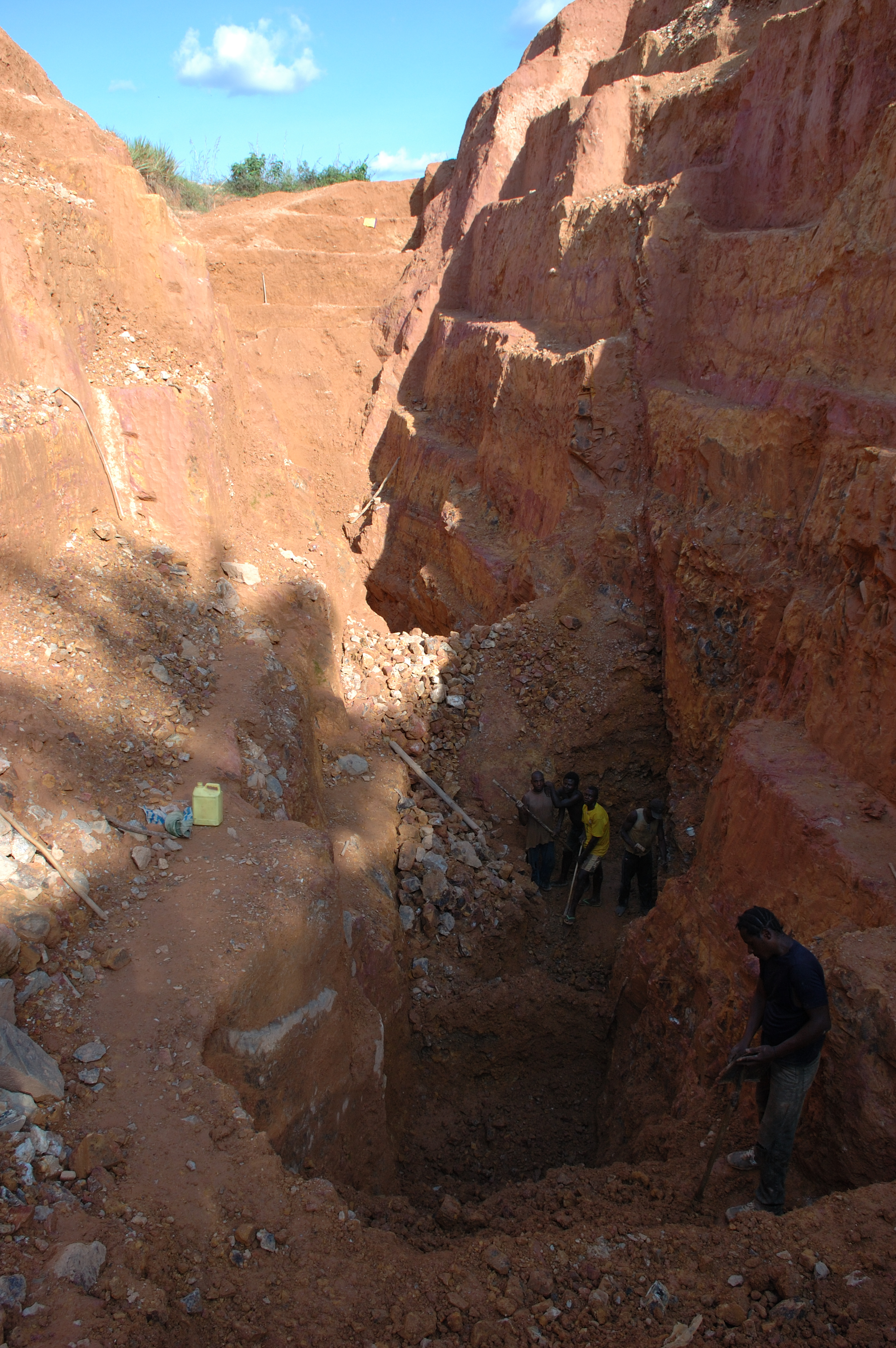
Artisanale mijn in Congo (DRC).